# U-Bahn-Station Alser Straße
Alser Straße is een metrostation in het district Alsergrund van de Oostenrijkse hoofdstad Wenen. Het station werd geopend op 1 juni 1898 en wordt bediend door lijn U6. Het station is genoemd naar de gelijknamige straat die bestaat uit de 19e-eeuwse overkluizing van de Als, een beek die uit het Wienerwald stroomt.

## Stadtbahn

### Stoom
In de tweede helft van de 19e eeuw groeide de Weense bevolking fors en werden meerdere kopstations van verschillende spoorwegmaatschappijen geopend. Om het vervoer tussen de buitenwijken en de binnenstad te verbeteren en de kopstations onderling te verbinden werd in 1892 besloten tot de aanleg van de Stadtbahn met vier lijnen waaronder de Gürtellinie die de vroegere verdedigingswerken rond de stad volgt. Het station werd in opdracht van de Commission für Verkehrsanlagen in Wien ontworpen door Otto Wagner en ligt net als de andere stations van de Gürtellinie van een vroegere stadspoort. Het stationsgebouw werd in maart 1896 opgeleverd en op 1 juni 1898 werd de Gürtellinie geopend.

### Elektrisch
Na de Eerste Wereldoorlog lag de Stadtbahn vanaf eind 1918 geruime tijd stil totdat de Stadtbahn in 1925 werd heropend met elektrische tractie. De stadbahnlijnen G, GD en DG, alsmede tramlijn 18G deden het station aan. Het station was tot 1989 onderdeel van de laatste Stadtbahnlijn, terwijl de andere in 1925 door de gemeente overgenomen lijnen al rond 1980 tot metro waren omgebouwd.

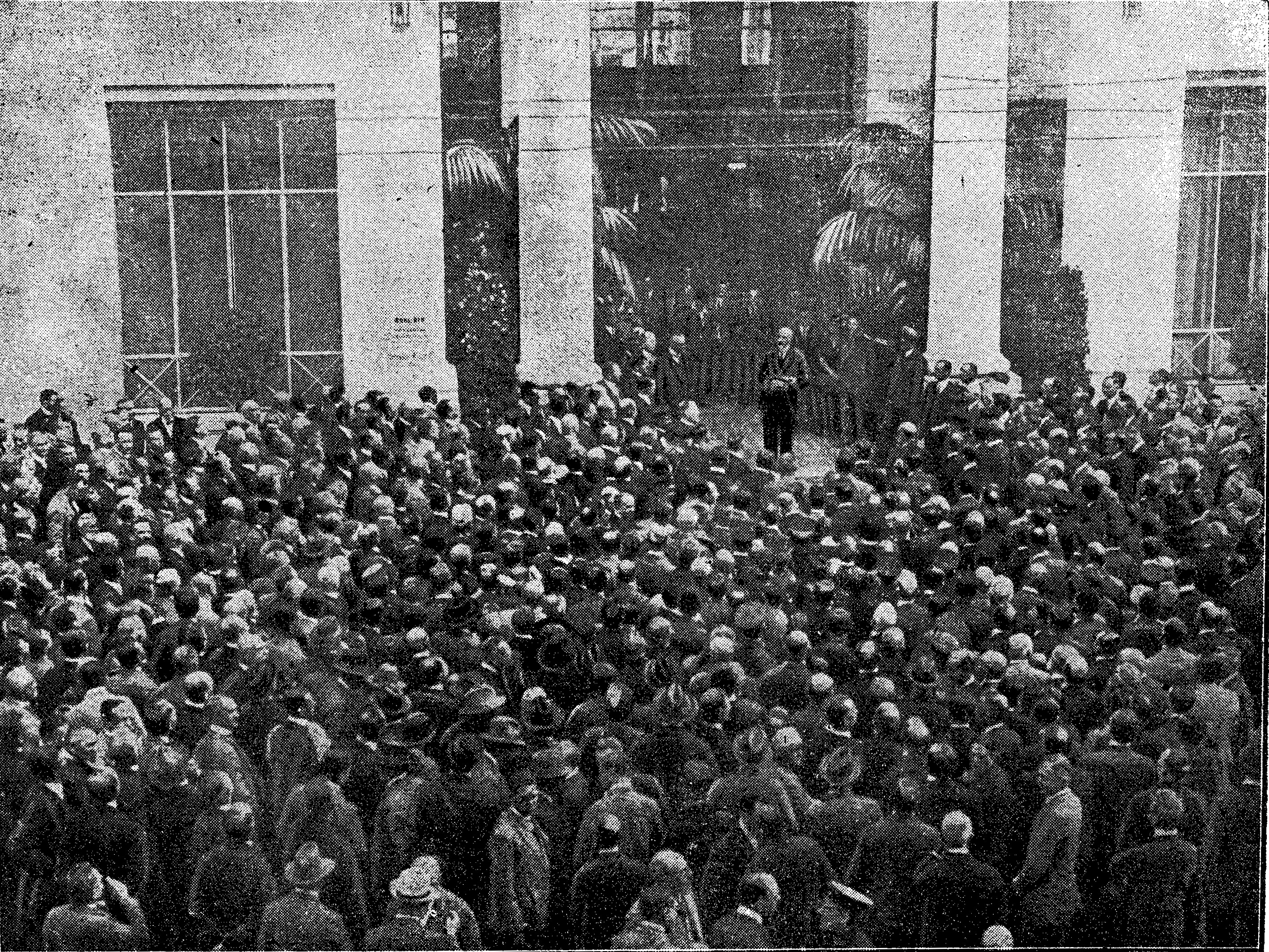
De heropening van de Stadtbahn op 3 juni 1925.
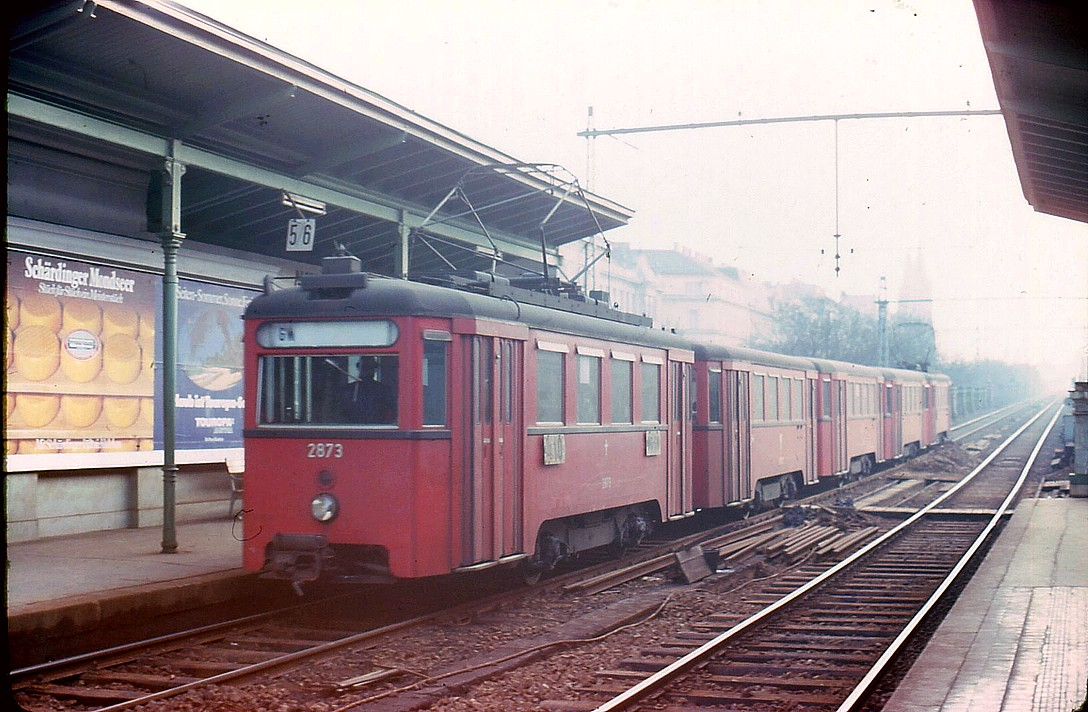
Een sneltram vertrekt op 28 februari 1978 naar het noorden.

## Metro
Op 26 januari 1968 werd besloten om een metronet aan te leggen met drie lijnen. De nadere uitwerking van het metronet, de U-Bahn-Netzvariante M uit 1970, omvatte een veel groter net met verlengingen die pas later zouden worden toegevoegd. In dit grotere net was de U6 opgenomen die ten zuiden van de Volksoper zou bestaan uit de omgebouwde Gürtellinie en station Alser Straße moest onder de naam Jörgerstraße het overstappunt worden tussen de U6 en de U4A, een zijtak van de U4. In 1980 werden de metroplannen echter aangepast en de vertakking van de U4 kwam er niet en daarmee verviel ook de overstapfunctie. Als voorbereiding op de metrodienst werd in 1988 overgegaan van linksrijdend op rechtsrijdend en op 7 oktober 1989 ging de metrodienst van start.
In 2014 werd het westelijke deel van het station gedurende een aantal maanden gerenoveerd en reden de metro's naar Siebenhirten het station zonder stoppen voorbij. Het perron richting Floridsdorf volgde een jaar later.

## Ligging en inrichting
Het viaductstation met daarin opgenomen de bogen van de Stadtbahn ligt tussen de Kinderspitalgasse in het zuiden en de Lazarettgasse in het noorden,met de respectievelijke adressen Kinderspitalgasse 16 en Lazarettgasse 45. Het station, dat op de monumentenlijst staat, heeft zowel in de oost- als in de westgevel de voor Otto Wagner kenmerkende groene klapdeuren die door hoge zuilen worden geflankeerd. Vanuit de stationshal zijn de zijperrons via trappenhuizen en liften bereikbaar, aan de westzijde kunnen rolstoelgebruikers en kinderwagens gebruikmaken van een hellingbaan.
De tramlijnen 43, tussen Neuwaldegg en Schottentor, en 44, tussen Schottentor en Ottakring, hebben haltes in de buurt van het station. In de ongeving liggen het St. Anna kinderziekenhuis en het uitgaansgeied westelijke Gürtel met vele kroegen.

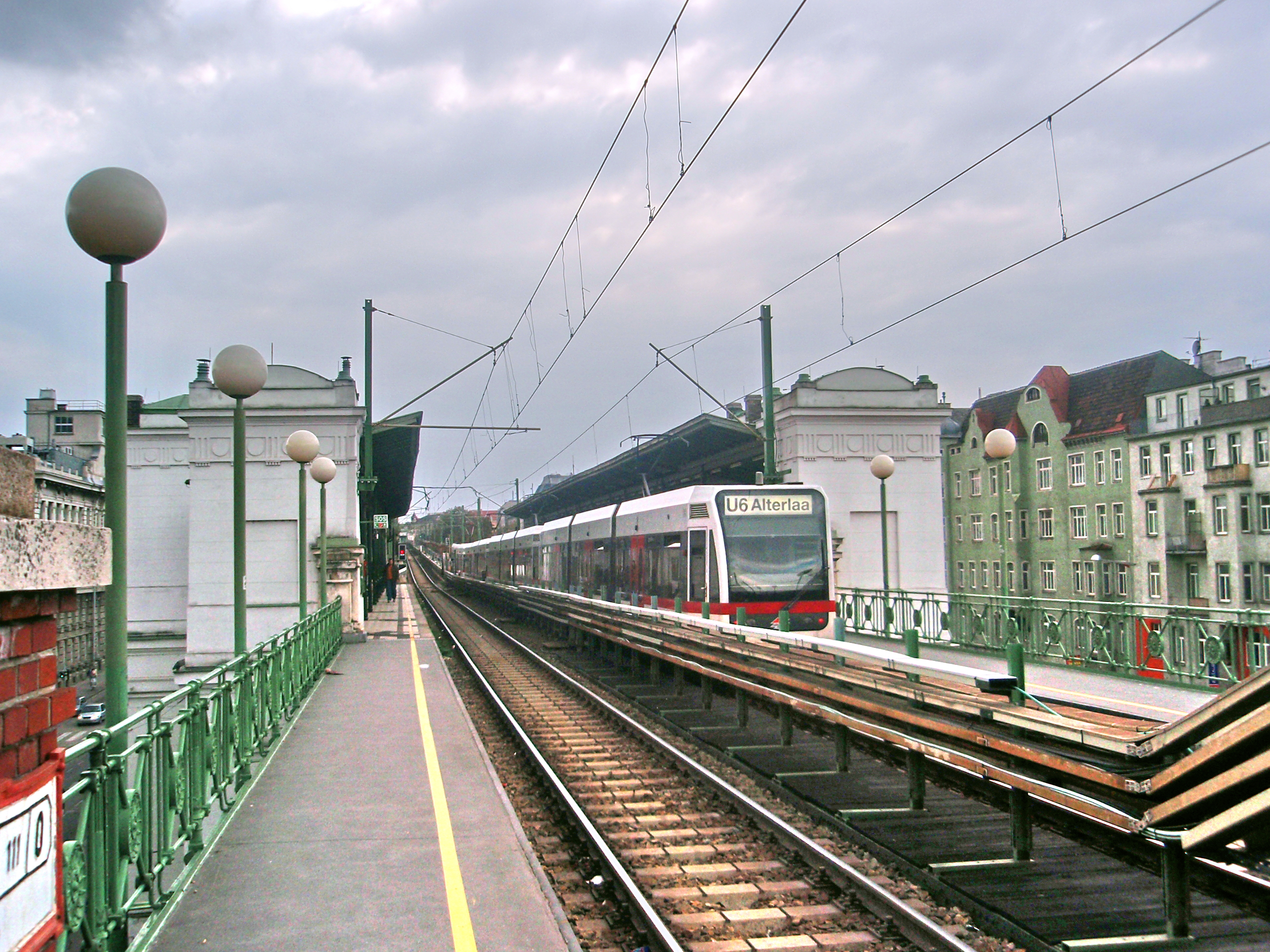
Een metrostel opweg naar het zuiden in Alser Straße.
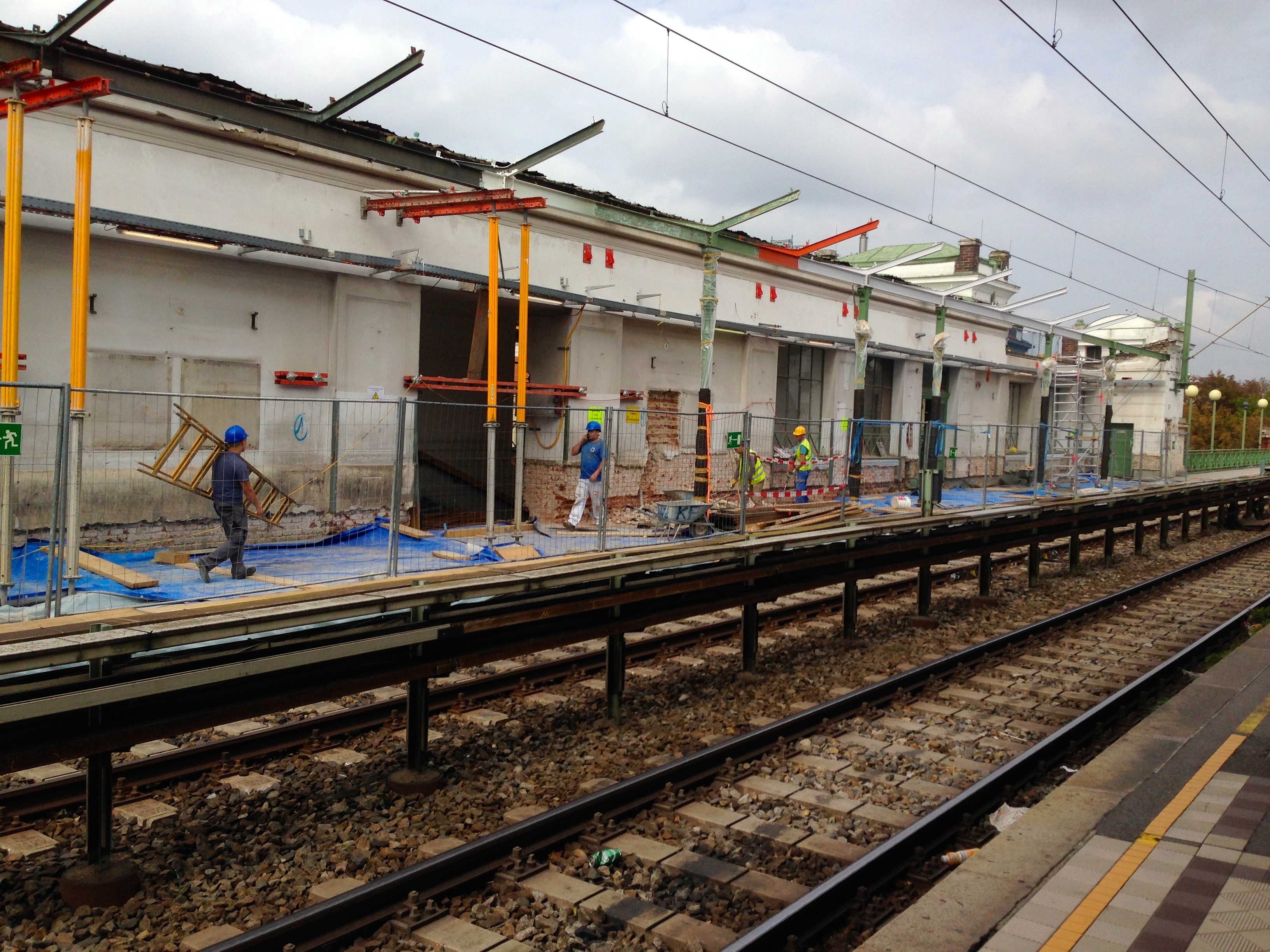
Het station tijdens de renovatie in september 2014.
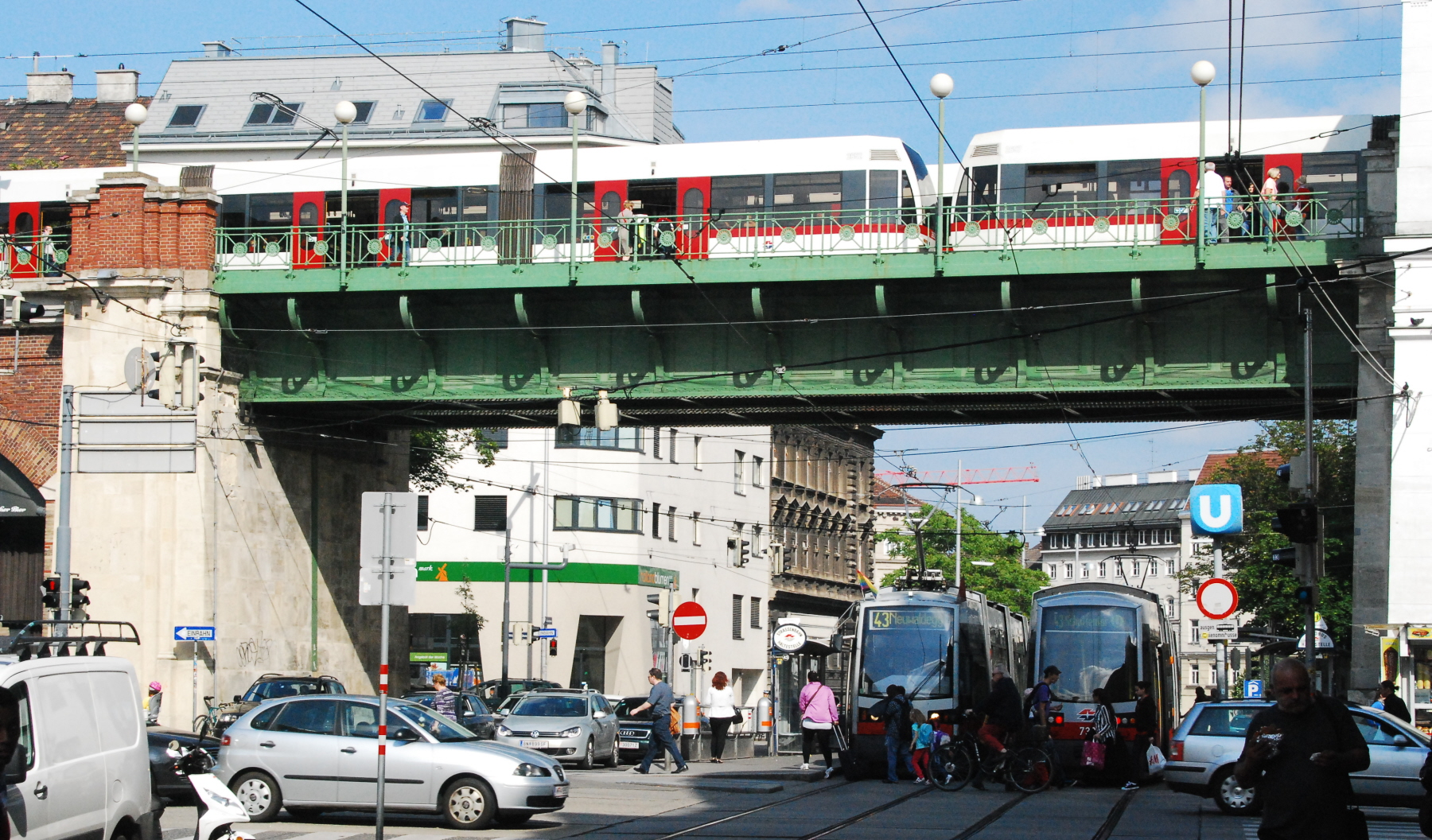
De brug over de Jörgerstraße.